# Zuckerhütl
De Zuckerhütl (Italiaans: Pan di Zucchero) is met 3507 meter de hoogste berg van de Stubaier Alpen in het Oostenrijkse Tirol, vlak bij de grens met het Italiaanse Zuid-Tirol. De berg ligt aan het einde van het Stubaital, maar is aan de ingang van dit dal reeds te zien.
De berg wordt vaak beklommen via de 3458 meter hoge Wilder Pfaff, die ten westen van de Zuckerhütl gelegen is. Deze wordt op zijn beurt bereikt via de Nürnberger Hütte en de Müllerhütte. De top wordt echter ook beklommen via de Hildesheimer Hütte, de Sulzenauhütte als vanuit het skigebied Stubaier Gletscher.
Lange tijd werd onterecht gedacht dat de Habicht de hoogste berg van de Stubaier Alpen was. Toen er reguliere meetmethoden kwamen, bleek echter dat de Zuckerhütl de onbetwiste koning van het gebergte is. Beklimming van de bergtop wordt veelvuldig onderschat in moeilijkheidsgraad.
In de winter van 2002 werd het kruis boven op de bergtop beschadigd. Een nieuw kruis werd vervaardigd door de uit Fulpmes afkomstige kunstenaar Johannes Maria Pittl. Dit kruis is vervolgens met een helikopter naar de top van de berg gebracht. Het eerste kruis op de Zuckerhütl was geplaatst in de Tweede Wereldoorlog, om te bidden voor een veilige terugkeer van de Wehrmachtsoldaten uit het Stubaital.